# Нойя
Нойя (гал. Noia, ісп. Noya) — муніципалітет в Іспанії, у складі автономної спільноти Галісія, у провінції Ла-Корунья. Населення — 14 970 осіб (2009).
Муніципалітет розташований на відстані близько 505 км на північний захід від Мадрида, 76 км на південний захід від Ла-Коруньї.
Муніципалітет складається з таких паррокій: Аргало, Барро, Боа, Нойя, Ель-Обре, Роо.

## Географія
Через муніципалітет протікає річка Тамбре.

## Демографія
Динаміка населення (INE ):

## Галерея зображень

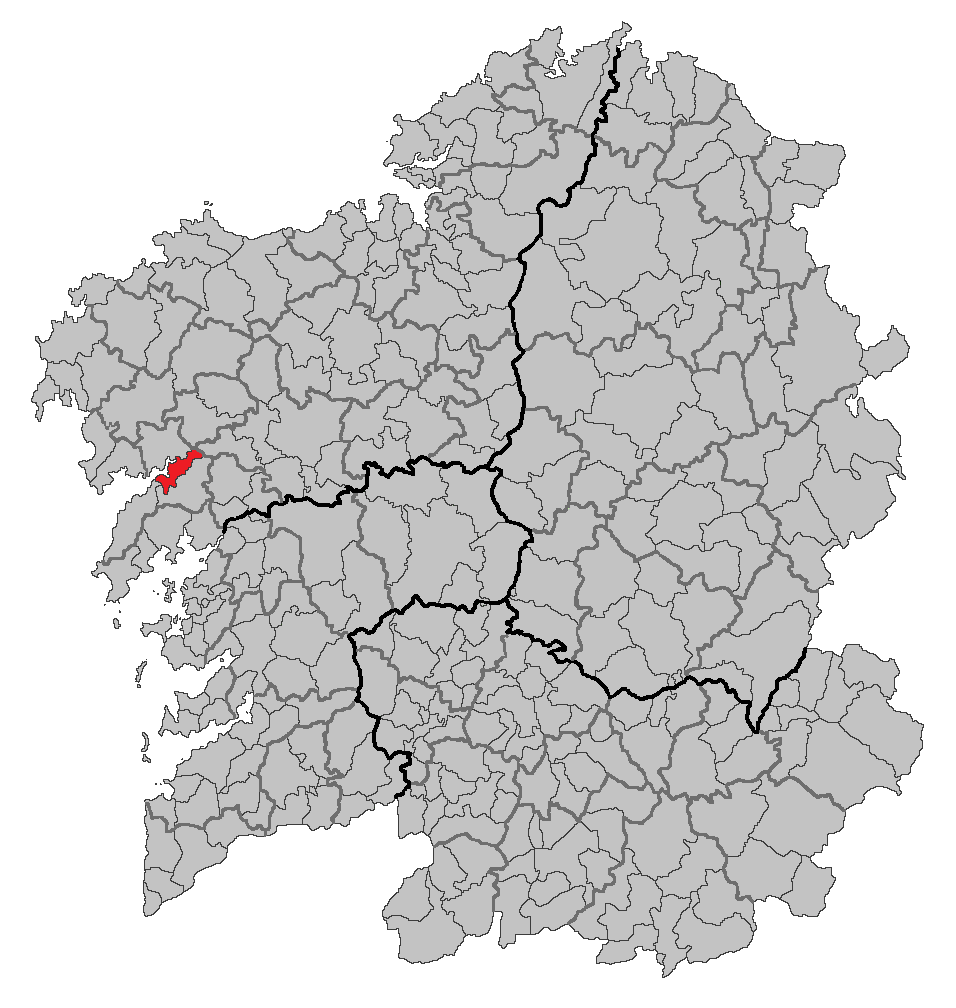
Розташування муніципалітету
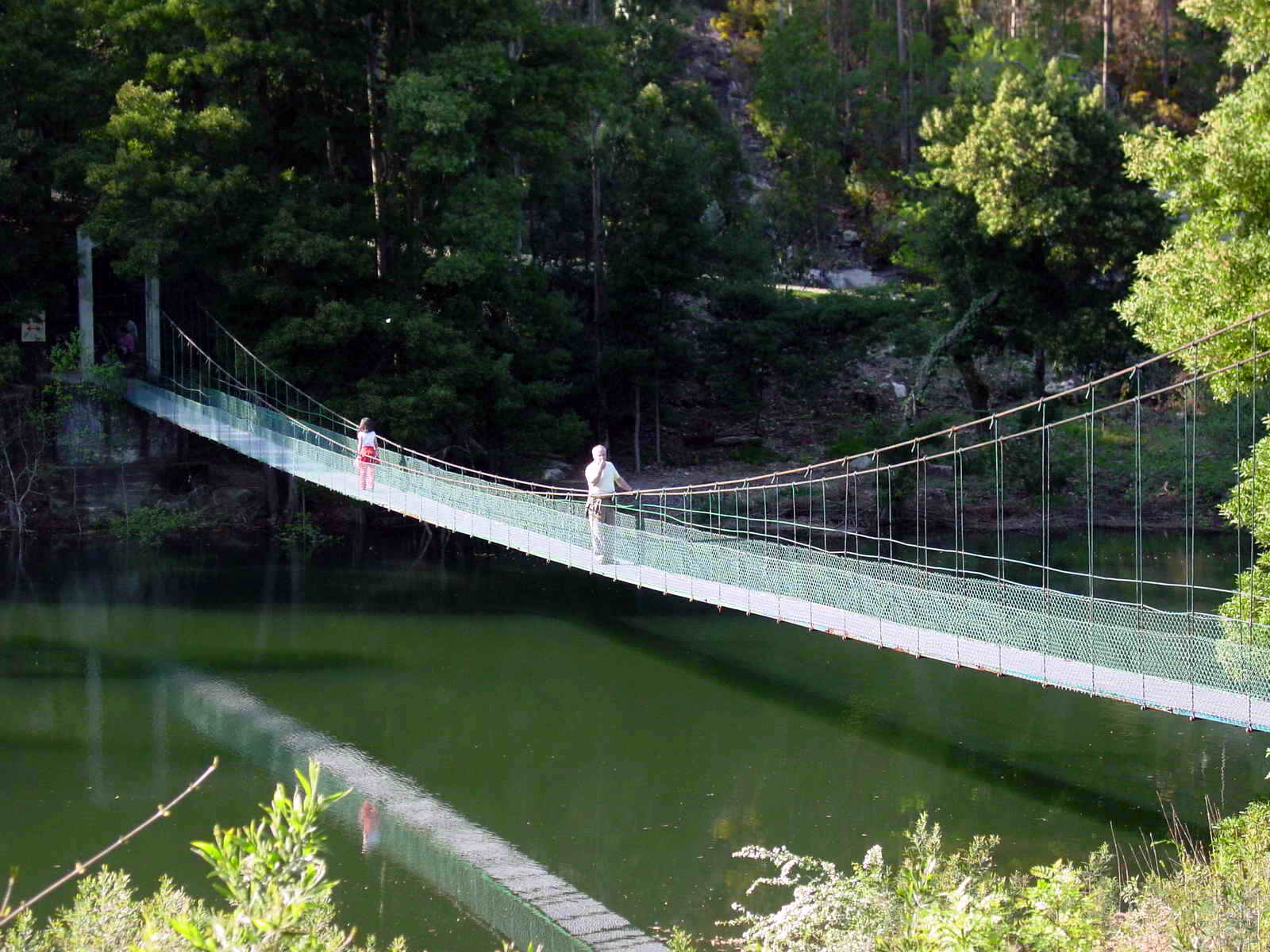
Висний міст через річку Тамбре
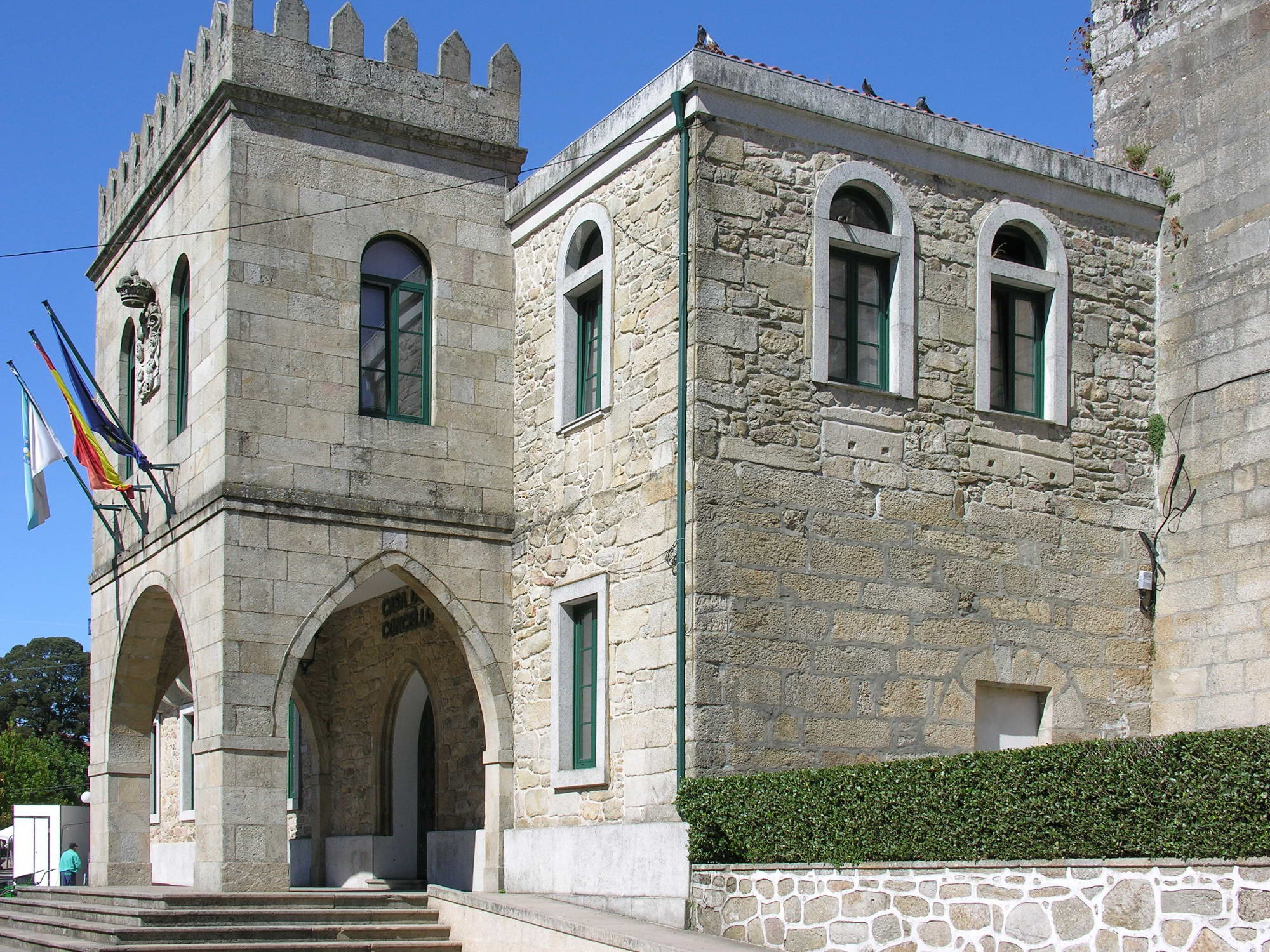
Муніципальна рада
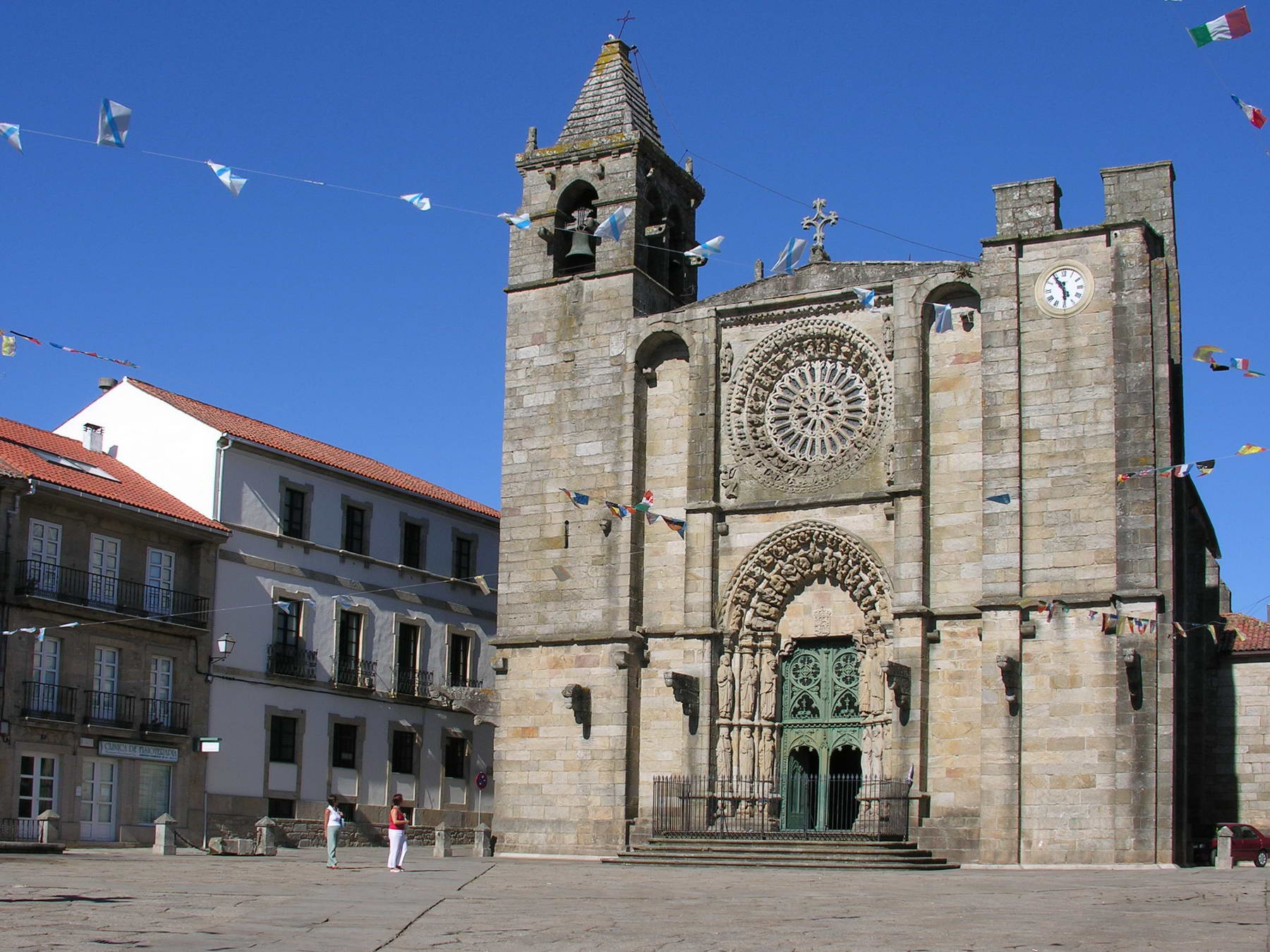
Церква Сан-Мартін
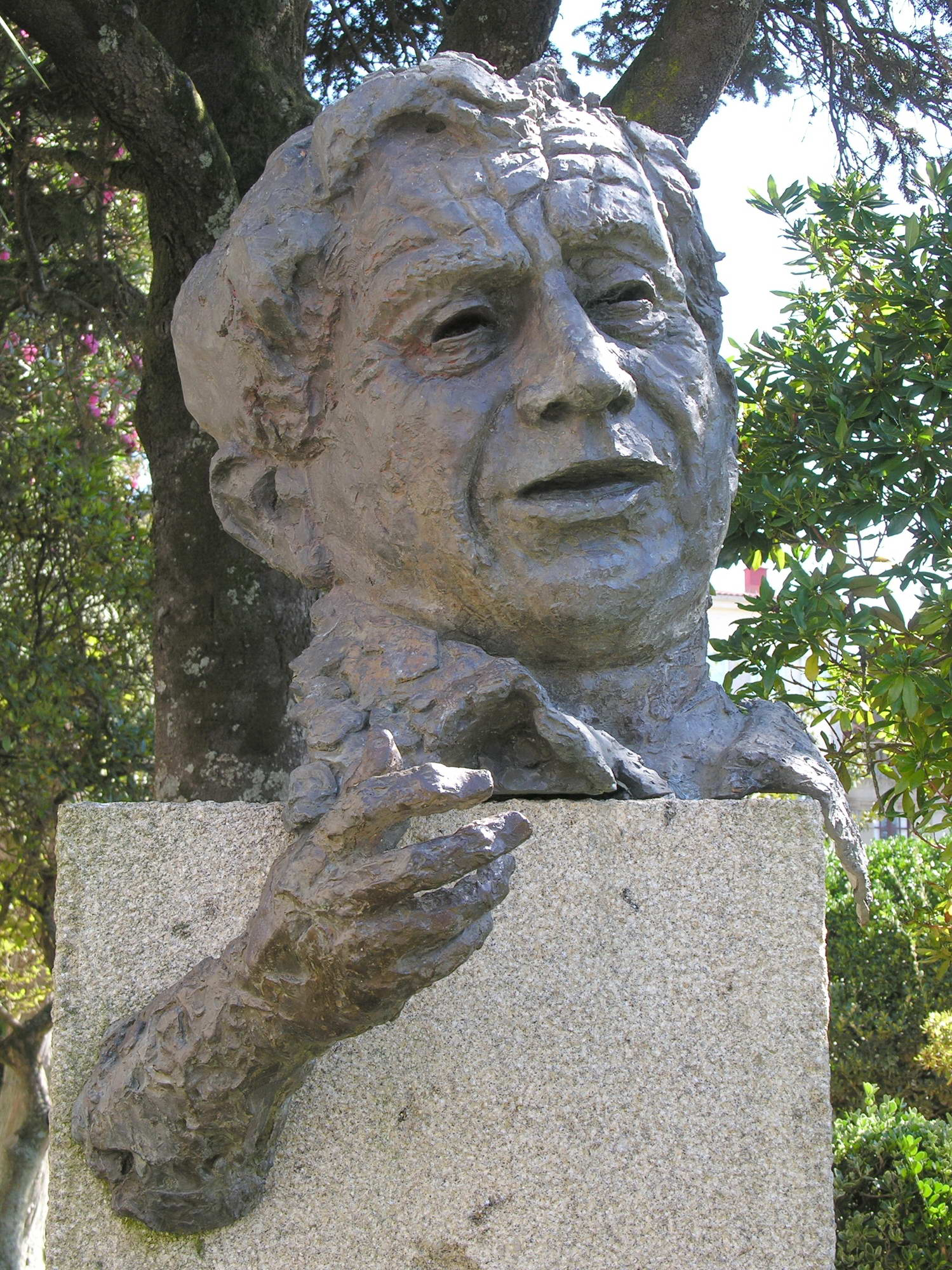
Бюст Антона Авілес Вінагре
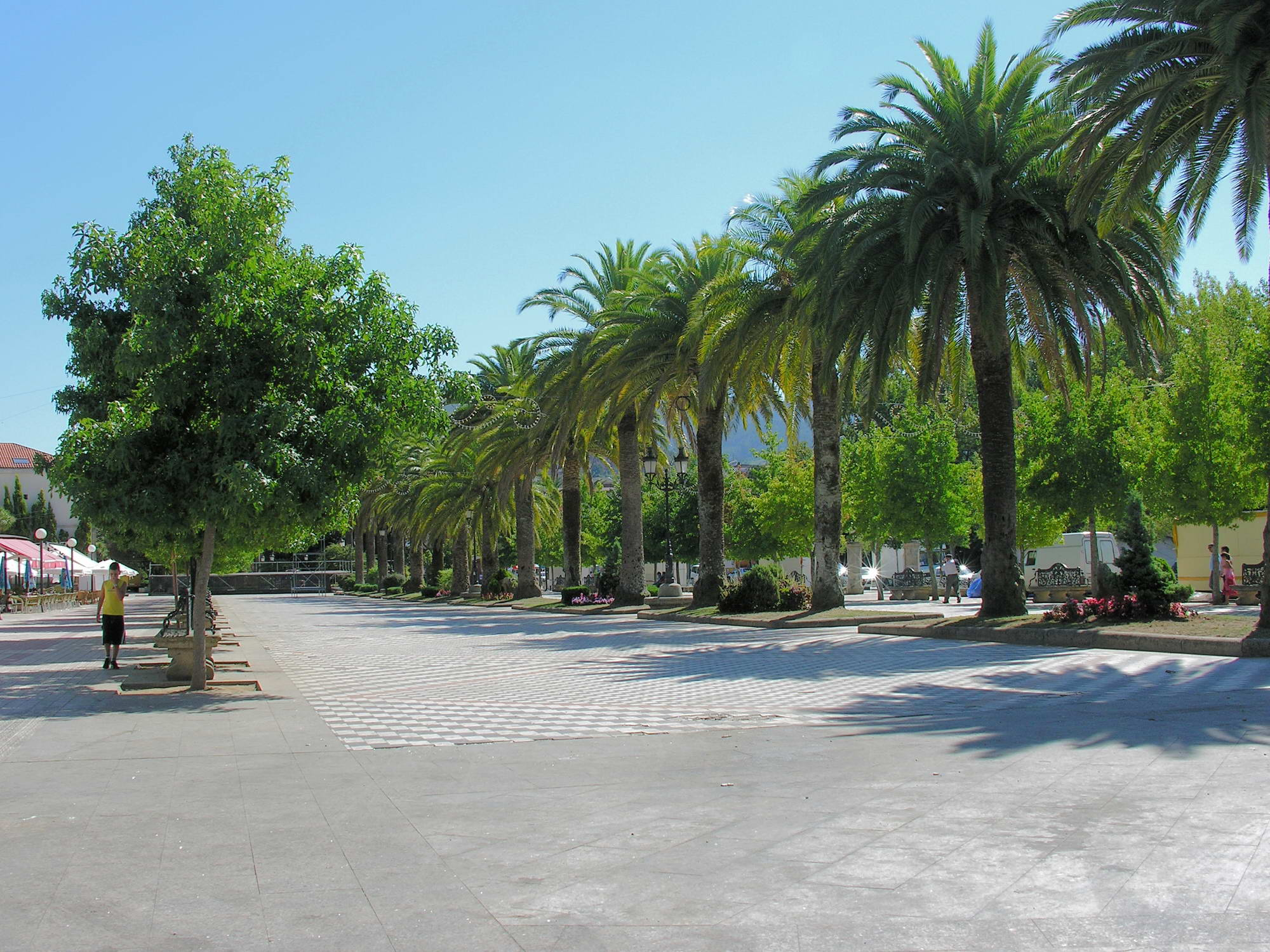
Алея у місті Нойя
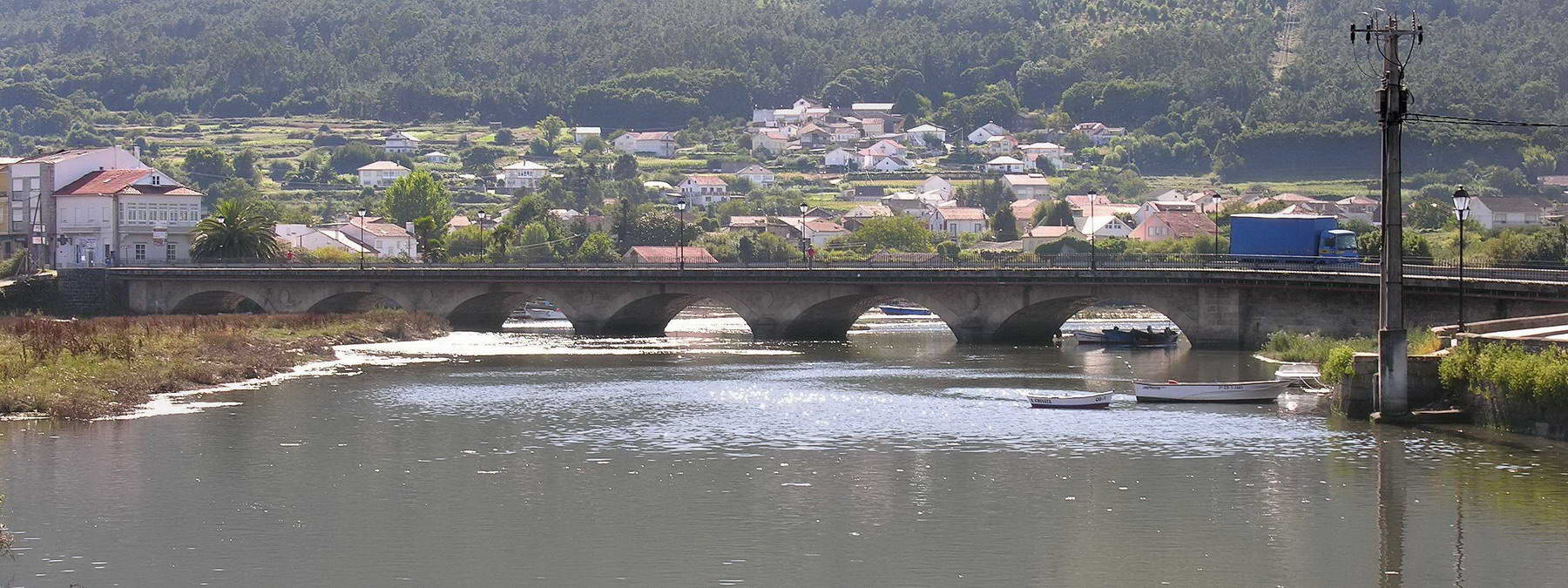
Міст у Нойї